# Matty Groves
Matty Groves, ou Little Musgrave and Lady Barnard, est une ballade populaire anglaise.
Elle porte le numéro 81 dans le recueil de ballades collectées par Francis James Child, The English and Scottish Popular Ballads. Elle y est intitulée Little Musgrave and Lady Barnard.
Son thème est celui d'une femme adultère, tuée avec son amant par l'époux.
Son aire de diffusion inclut l'Angleterre, l'Écosse, l'Irlande, les États-Unis, le Canada, la Jamaïque, Sainte-Croix et Saint-Vincent. Sa plus ancienne attestation remonte à 1611, puisqu'elle est citée dans la pièce  The Knight of the Burning Pestle (en) de John Fletcher et Francis Beaumont (acte V, scène 3).